# Moïse Priez
Pour les articles homonymes, voir Priez (homonymie).
Moïse Priez, né le 30 novembre 1912 à Bailleul-le-Soc et mort le 23 janvier 1970 à Wattrelos, est un militaire et résistant français, Compagnon de la Libération. 

## Biographie

### Jeunesse et formation
Fils d'un berger, Moïse Priez naît le 30 novembre 1912 à Bailleul-le-Soc, dans l'Oise. En janvier 1932, il s'engage dans l'armée et est envoyé en octobre 1933 au Tonkin où il est affecté au 4e régiment d'artillerie coloniale. Il est promu brigadier-chef en juillet 1937 avant de partir pour l'Afrique. D'abord stationné en Mauritanie, il part ensuite pour le Niger où il se trouve encore lorsque débute la seconde guerre mondiale.

### Seconde Guerre mondiale
Resté en Afrique, il ne participe pas aux combats de la bataille de France. Lorsqu'il prend connaissance de l'appel du général de Gaulle, il décide de se rallier à la France libre. S'évadant en véhicule des territoires désormais sous contrôle du régime de Vichy, il traverse seul le désert du Ténéré pour rejoindre le Tchad où il rencontre les troupes du commandant Leclerc,. Engagé dans les forces françaises libres, il est affecté au Régiment de tirailleurs sénégalais du Tchad avec lequel il participe à la bataille de Koufra en mars 1941. Il se distingue au cours de celle-ci en étant blessé alors qu'il défend une position de mortier, ce qui lui vaut une citation à l'ordre du corps d'armée. 
Promu sergent en septembre 1941, il prend part à la guerre du désert en combattant au Fezzan et en Tripolitaine avant de participer à la campagne de Tunisie. Lors de la constitution de la 2e division blindée (2e DB) au Maroc en août 1943, il est promu sergent-chef et muté au régiment de marche du Tchad. Déplacé en Angleterre, il débarque avec son régiment en Normandie le 1er août 1944 et prend part à la bataille de Normandie puis à la libération de Paris. Après les combats menant à la libération de Strasbourg, il est promu adjudant puis suis l'avancée de la 2e DB en Allemagne jusqu'au nid d'aigle d'Hitler à Berchtesgaden où il termine la guerre.

### Après-Guerre
Après le conflit, Moïse Priez est promu adjudant-chef et quitte l'armée en 1946. Il se retire dans le département du Nord, à Wattrelos, où il meurt le 23 janvier 1970, et où il est inhumé.

## Décorations
|  |  |  |
|  |  |  |

| Chevalier de la Légion d'Honneur                     | Chevalier de la Légion d'Honneur                     | Chevalier de la Légion d'Honneur                     | Compagnon de la Libération Par décret du 17 novembre 1945 | Compagnon de la Libération Par décret du 17 novembre 1945 | Compagnon de la Libération Par décret du 17 novembre 1945 | Médaille militaire                                                     | Médaille militaire                                                     | Médaille militaire                                                     |
| Croix de guerre 1939-1945 Avec une étoile de vermeil | Croix de guerre 1939-1945 Avec une étoile de vermeil | Croix de guerre 1939-1945 Avec une étoile de vermeil | Médaille de la Résistance française                       | Médaille de la Résistance française                       | Médaille de la Résistance française                       | Médaille coloniale Avec agrafes "AFL", "Fezzan", "Koufra" et "Tunisie" | Médaille coloniale Avec agrafes "AFL", "Fezzan", "Koufra" et "Tunisie" | Médaille coloniale Avec agrafes "AFL", "Fezzan", "Koufra" et "Tunisie" |